# Ivar Fredholm (bankman)
Ivar Kristian Fredholm, född 13 november 1883 i Luleå, död 20 januari 1952 i Västerås, var en svensk bankdirektör och konstnär.
Han var son till rektor Karl Fredholm och Julia Ruthberg samt från 1916 gift med Carin Bergström. Han medverkade i utställningar arrangerade av Västerås konstförening. Hans konst består av omsorgsfullt studerade porträtt och landskapsmålningar, som illustratör illustrerade han Georg Bergfors och Albin Neanders bokverk Norrbotten 1928. Ivar Fredholm är begravd på Hovdestalunds kyrkogård i Västerås. Han var riddare av Vasaorden.